# 英格蘭峰
82°37′S 52°49′W / 82.617°S 52.817°W
英格蘭峰（英語：England Peak）是南極洲的山峰，位於伊利沙伯女皇地，處於奧亨鮑赫峰以南1公里，屬於彭薩科拉山脈的一部分，海拔高度2,150米，以地球物理學家命名。